# آنتونیو آکویلانتی
آنتونیو آکویلانتی (انگلیسی: Antonio Aquilanti؛ زادهٔ ۸ نوامبر ۱۹۸۵) بازیکن فوتبال اهل ایتالیا است.
از باشگاه‌هایی که در آن بازی کرده‌است می‌توان به باشگاه فوتبال کوزنتسا کالچو، باشگاه فوتبال فیورنتینا، باشگاه فوتبال آسکولی، باشگاه فوتبال ویرتوس لانچانو، باشگاه فوتبال ارورا پرو پاتریا ۱۹۱۹، باشگاه فوتبال دلفینو پسکارا، و باشگاه فوتبال بنونتو اشاره کرد.
وی همچنین در تیم‌های ملی فوتبال زیر ۱۵ سال ایتالیا، زیر ۱۹ سال ایتالیا، و زیر ۲۰ سال ایتالیا بازی کرده‌است.